# 戈達德學院
戈達德學院（英語：Goddard College）是位於美國佛蒙特州普萊恩菲爾德的一所私立四年制遠距教學學院。在美國的湯森港 (華盛頓州)和西雅圖還有分校校區。這間學院提供學士學位和碩士學位。戈達德學院的前身成立於1863年，直到1938年才更名為戈達德學院。2024年，該學院倒閉。同年八月，該學院尋找新的買家。

## 歷史
1863年，綠山中央學院（Green Mountain Central Institute）成立於巴里 (佛蒙特州)，米德爾伯里 (佛蒙特州)的東北部。1870年，學院為了紀念湯姆士戈達德(Thomas A. Goddard,1811–1868) 和他的妻子瑪莉(Mary,1816–1889)而將學院改名為戈達德神學院(Goddard Seminary)。

## 校園

### 主校區,佛蒙特州普萊恩菲爾德
戈達德學院位於佛蒙特州普萊恩菲爾德主校區成立於1938年。

## 校友
- 大衛·馬梅特
- 馬克·多蒂
- 瑪麗·卡爾
- 馬修·奎克
- 保羅·扎盧姆
- 威廉·梅西
- 林銓居[9]

## 教職員
- 露伊絲·葛綠珂[10]

## 外部連結
- 戈達德學院官方網站

## 資料來源
1. ↑  Vermont College, Goddard College, and the Transformation of Norwich University
2. ↑  U.S.Department of Education
3. ↑  2025 American Council on Education
4. ↑  VSBPE: Goddard College ROPA Review Report July 26-28, 2023
5. ↑  Forbes:Goddard College Is Closing
6. ↑  Goddard College seeking new buyers
7. ↑  2025 Tufts University
8. ↑  . National Register of Historic Places. National Park Service. 2010-07-09.
9. ↑  臺灣文學網 林銓居
10. ↑  2020年諾貝爾文學獎》「帶有樸素美麗的明確詩意聲音讓個人存在成為普世經驗」 美國女詩人露易絲．格呂克摘下桂冠